# بابک (نام)

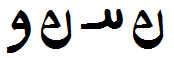
واژه 𐭯𐭠𐭯𐭪 پاپک به خط پهلوی کتیبه‌ای

بابک معرب نام ایرانی پاپک است. بابک به معنی پدر است و نام نیای ساسانیان بوده استبه گفته ریچارد فرای معادل نام بابک (نیای ساسانیان) در پارسی میانه «پاپک» و «پابگ» است.شخصیت‌های تاریخی که بابک نام داشتند، بابک پدر اردشیر، بابک بهروان و بابک خرمدین هستند.

## معنای نام بابک
به گفته مایکل هِش (ترک‌شناس آلمانی)، نام بابا نخست در زبان فارسی نو (فارسی دری یا فارسی امروزین) به کار رفته، سپس وارد زبان‌های دیگر (از جمله ترکی آذری) گشته اشت. حتی کلمه چینی 爸爸 به معنی بابا، در ادبیات کلاسیک چینی غایب است. آغازین‌ترین مثال این دانشمند برای ادعایش، بابک خرمدین (درگذشت ۸۳۸ میلادی) است.
«بابک» یا «پاپک» یا «باب» یک نام اصیل ایرانی است. این نام بارها در نامه‌ها و سروده‌های چامه‌سرایان پارسی‌گو به معنی «پدر» آمده است:
1. پسر گفتش ای بابک نام جوی * یکی مشکلت می‌بپرسم بگوی (سعدی)
2. هر دو را در جهان عشق طلب * پارسی باب دان و تازی اَب (فرهنگ جهانگیری)
3. ورا موبدی بود بابمک به نام * هشیوار و دانادل و شادکام  (فردوسی)
4. وز باب و ز مام خویش بربودش * تا زو بربود باب و مامش (ناصر خسرو)
5. به پیش پدر شد همه جامه پاک * همی بآسمان بر پراگند خاک

بدو گفت این باب کارآزمای * چه داری چنین خیره ما را به پای (فردوسی)
در لغت‌نامهٔ دهخدا بابک به معنی پدر و پرورنده آمده است:
1. یکبار طبع آدمیان گیر و مردمان * گر آدمست بابت وفرزند بابکی (فرهنگ اسدی)
2. پسر گفتش ای بابک نام جوی * یکی مشکلت می‌پرسم بگوی (سعدی)
3. بابکت باد قدس شد چه عجب * عیسی قدس باد بابک تست (خاقانی)

همچنین به معنی پدر جان (پاپک) به کار می‌رود.

## فهرست افرادی با نام بابک
- بابک خرمدین، ابرقهرمان ایرانی
- رضا بابک (زاده ۱۳۲۴)، هنرپیشهٔ ایرانی
- بابک افشار، آهنگ‌ساز موسیقی ایران
- بابک بیات، نوازنده، تنظیم کننده، آهنگساز موسیقی فیلم و موسیقی پاپ ایرانی
- بابک تختی، ناشر و نویسنده ایرانی
- بابک احمدی، از مؤلفان و پژوهندگان چپگرای ایرانی
- بابک اطمینانی، نقاش معاصر ایرانی
- بابک امینی، گیتاریست ایرانی
- بابک بهروان سپهبد لشکر انوشیروان
- بابک، رهبر جنبش سرخ جامگان
- بابک، شاه پارس، فرمانروای اصطخر و پدر بنیانگذار سلسله ساسانی
- بابک جهانبخش خواننده ایرانی

## مقالات آنلاین
1. دهخدا، علی‌اکبر. «بابک». لغت نامه دهخدا. دریافت‌شده در ۲۱-۰۴-۲۰۱۱. تاریخ وارد شده در |تاریخ بازدید= را بررسی کنید (کمک)
2. Ḡ. -Ḥ. Yūsofī (۱۵-۱۲-۱۹۸۸). «BĀBAK ḴORRAMI». Encyclopædia Iranica. دریافت‌شده در ۱۳-۰۴-۲۰۱۱. تاریخ وارد شده در |تاریخ بازدید=،|تاریخ= را بررسی کنید (کمک)
3. Frye, R. N. "BĀBAK" (به انگلیسی). Encyclopædia Iranica. Retrieved 17-12-2011. {{cite web}}: Check date values in: |تاریخ بازبینی= (help)